# Holochelus fallax
Holochelus fallax är en skalbaggsart som beskrevs av Sylvain Auguste de Marseul 1879. Holochelus fallax ingår i släktet Holochelus och familjen Melolonthidae. Inga underarter finns listade i Catalogue of Life.